# Julian Buchcik
Julian Władysław Buchcik (ur. 2 stycznia 1896 w Zastawnej na Bukowinie  zm. wiosną 1940 w Katyniu) – kapitan administracji (piechoty) Wojska Polskiego, piłkarz i działacz sportowy, ofiara zbrodni katyńskiej.

## Życiorys
Syn Franciszka i Karoliny z Zająców. Wcielony do cesarsko-królewskiej Obrony Krajowej. Walczył na frontach I wojny światowej w szeregach 36 pułku strzelców. Na stopień chorążego rezerwy został mianowany ze starszeństwem z 1 października 1916. Od 1918 w Wojsku Polskim, uczestnik wojny polsko-bolszewickiej 1920 (w 1920 w niewoli sowieckiej). 
W okresie międzywojennym pozostał w wojsku. W latach 1923–1938 służył w 42 pułku piechoty. Dowódca plutonu a następnie kompanii. W 1923 był stopniu porucznika (starszeństwo z dniem 1 czerwca 1919 i 341 lokatą w korpusie oficerów piechoty). W 1928 w stopniu kapitana (1928 - starszeństwo z dniem z dniem 15 sierpnia 1924 i 65 lokatą w korpusie oficerów piechoty, 1933 - 43 lokata w korpusie oficerów, 1935 - 38 lokata). Od 1938 kierownik II referatu w Komendzie Rejonu Uzupełnień Wierzbnik.
Piłkarz Wojskowego Klubu Sportowego 42 pułku piechoty, współzałożyciel Białostockiego Klubu Sportowego Jagiellonia oraz trener i kierownik drużyny piłkarskiej Jagiellonia Białystok. W 1930 – pod jego wodzą – WKS 42 pp zdobył mistrzostwo okręgu. Od 1938 członek Zarządu Podokręgu Kieleckiego Krakowskiego Okręgowego Związku Piłki Nożnej. Działacz OPL.
W czasie kampanii wrześniowej 1939, po agresji ZSRR na Polskę, w nieznanych okolicznościach wzięty do niewoli radzieckiej. Osadzony w obozie w Juchnowie (19 października 1939), a następnie w listopadzie 1939 przeniesiony do obozu jenieckiego w Kozielsku. 22 kwietnia 1940 przekazany do dyspozycji naczelnika smoleńskiego obwodu NKWD. Figuruje na liście wywózkowej LW 040/3 z 20 kwietnia 1940 poz. 98, nr akt 4066. Został zamordowany 23 lub 24 kwietnia 1940 przez NKWD w lesie katyńskim i tam pogrzebany w bezimiennej mogile zbiorowej, gdzie od 28 lipca 2000 mieści się oficjalnie Polski Cmentarz Wojenny w Katyniu. W miejscu tym prowadzone były ekshumacje i prace archeologiczne. Zidentyfikowany podczas ekshumacji prowadzonej przez Niemców w 1943 pod numerem 755, zapis w dzienniku ekshumacji pod datą 30 kwietnia 1943. Znaleziono przy nim: leg. ofic., wizytówki, dowód osob. oraz karę rejestracyjną z obozu juchnowskiego z datą 19 października 1939. Figuruje na liście AM pod nr 185-755 i na liście Komisji Technicznej PCK pod nr 0755.
Nazwisko Buchcika znajduje się we wspomnieniach z obozu kozielskiego Janusza Wedowa, zamieszczonych w Gońcu Obozowym z 1943.

## Upamiętnienie
5 października 2007 minister obrony narodowej Aleksander Szczygło mianował go pośmiertnie na stopień majora. Awans został ogłoszony 9 listopada 2007 w Warszawie, w trakcie uroczystości „Katyń Pamiętamy – Uczcijmy Pamięć Bohaterów”.
29 maja 2022 – przy stadionie miejskim w Białymstoku na ulicy Słonecznej – został odsłonięty pomnik z brązu przedstawiający Juliana Buchcika i Antoniego Komendo-Borowskiego, upamiętniający powstanie klubu sportowego Jagiellonia Białystok. Monument ten powstał z inicjatywy kibiców, którzy zebrali pieniądze na jego wykonanie. Obok  pomnika na tablicy jest napis: „Pomnik to symbol. Połączenie przeszłości z teraźniejszością i przyszłością. Element tworzący świadomość i własną tożsamość poprzez pamięć o korzeniach, o których nie należy zapominać”.
Tablica pamiątkowa w kościele parafialnym pw. Świętej Trójcy przy ulicy Kościelnej w Starachowicach z 22 kwietnia 1990 .
Tablica pamiątkowa na kamieniu na skwerze Ofiar Zbrodni Katyńskiej w Starachowicach.
Dąb Pamięci posadzony przez Parafię pw. św. Trójcy w Starachowicach na ul. Kościelnej 12 w Starachowicach. 

## Ordery i odznaczenia
- Srebrny Krzyż Zasługi[2]
- Medale pamiątkowe[2]